# Macchi M.6
Il Macchi M.6 fu un idrocaccia monomotore monoposto e biplano realizzato dall'azienda aeronautica italiana Società Anonima Nieuport-Macchi negli anni 1910 del XX secolo.
Sviluppato parallelamente al Macchi M.5 del quale condivideva la maggior parte dei componenti, ad una prova comparativa gli venne preferito l'altro modello ed il programma di sviluppo venne interrotto.

## Storia del progetto
Durante la produzione dell'idrocaccia Macchi M.3 la direzione tecnica dell'azienda iniziò a progettare dei successivi sviluppi che ne migliorassero ulteriormente le caratteristiche. Vennero progettati quindi l'M.4, ancora molto simile al precedente e gli M.5 ed M.6, che si scostavano maggiormente dal progetto originale. I due modelli erano molto simili e condividevano sia lo scafo, dotato di identico impennaggio, che il gruppo motoelica, montato come tutti i modelli precedenti in configurazione spingente.
Solo l'ala, pur conservando la stessa configurazione biplano-sesquiplana, introduceva delle differenze tra i due modelli. Vennero quindi realizzati i due prototipi che furono oggetto di una serie di prove comparative alla fine delle quali prevalse l'M.5 in quanto le prestazioni sostanzialmente equivalenti non giustificavano la maggiore complessità della velatura realizzata per l'M.6. Il primo venne quindi avviato alla produzione in serie e per il secondo cessò ogni programma di sviluppo.

## Utilizzatori
Italia
Regia Marina